# Лёгкая атлетика на летних Олимпийских играх 1904 — прыжки в высоту с места
Соревнования по прыжкам в высоту с места среди мужчин на летних Олимпийских играх 1904 прошли 31 августа. Приняли участие пять спортсменов из двух стран.

## Призёры
| Золото      | Серебро            | Бронза               |
| Рей Юри США | Джозеф Стадлер США | Лоусон Робертсон США |

## Рекорды
| Мировой рекорд     |               | —       |                |              |
| Олимпийский рекорд | Рей Юри (USA) | 1,655 м | Париж, Франция | 16 июля 1900 |

## Соревнование

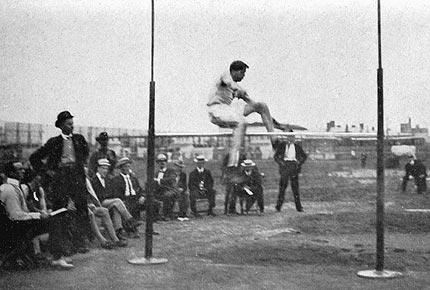
Рей Юри выполняет прыжок в высоту

| Место | Спортсмен              | Результат |
| ----- | ---------------------- | --------- |
| 1     | Рей Юри (USA)          | 1,60 м    |
| 2     | Джозеф Стадлер (USA)   | 1,44 м    |
| 3     | Лоусон Робертсон (USA) | 1,44 м    |
| 4     | Джон Биллер (USA)      | 1,42 м    |
| 5     | Лайош Гёнци (HUN)      | 1,35 м    |